# 奥州市立東水沢中学校
奥州市立東水沢中学校（おうしゅうしりつひがしみずさわちゅうがっこう）は、岩手県奥州市水沢佐倉河にある公立中学校。現地での通称「東中（とうちゅう）」。

## 沿革
- 1964年4月 - 水沢市立常盤中学校と水沢市立羽田中学校を統合して、水沢市立東水沢中学校として開校。旧常盤中校舎を西校舎、旧羽田中校舎を東校舎と呼称する。
- 1965年4月 - 東西校舎、実質統合完了。
- 1967年6月 - 校舎落成式を挙行。
- 1997年4月 - 住所を水沢市東中通り1丁目5－52から水沢市佐倉河字瀬ノ上2-5に移転、新校舎使用開始。移転に伴い学区の一部は水沢市立水沢中学校に編入。
- 2006年4月 - 市町村合併に伴い、奥州市立東水沢中学校となる。

## 出身著名人
- 小沢一郎 - 衆議院議員(旧水沢市立常盤中学校から2年生時に文京区立第六中学校へ転校)
- 久慈暁子 - フジテレビアナウンサー、元ファッションモデル

## アクセス
- JR東日本 水沢駅から徒歩24分